# Cypress Gardens
Cypress Gardens es un lugar designado por el censo ubicado en el condado de Polk en el estado estadounidense de Florida. En el Censo de 2010 tenía una población de 8.917 habitantes y una densidad poblacional de 817,59 personas por km².

## Geografía
Cypress Gardens se encuentra ubicado en las coordenadas 27°59′57″N 81°41′2″O / 27.99917, -81.68389. Según la Oficina del Censo de los Estados Unidos, Cypress Gardens tiene una superficie total de 10.91 km², de la cual 9.6 km² corresponden a tierra firme y (12.02%) 1.31 km² es agua.

## Demografía
Según el censo de 2010, había 8.917 personas residiendo en Cypress Gardens. La densidad de población era de 817,59 hab./km². De los 8.917 habitantes, Cypress Gardens estaba compuesto por el 90.84% blancos, el 4.5% eran afroamericanos, el 0.36% eran amerindios, el 1.91% eran asiáticos, el 0.08% eran isleños del Pacífico, el 1% eran de otras razas y el 1.32% pertenecían a dos o más razas. Del total de la población el 6.19% eran hispanos o latinos de cualquier raza.